# Ярослав (станція)
Ярослав (пол. Jarosław) — лінійна залізнична станція в Польщі у місті Ярослав. Знаходиться на магістральній залізниці Краків-Ряшів-Медика.
На станції діє великий сучасний вокзал зі зручностями для інвалідів, табло, паркувальними місцями, залом очікування, квитковими касами.

## Пасажирське сполучення
Має гарне сполучення з різними частинами Польщі.
Приміське:
- Ряшів-Головний — Перемишль-Головний (12 пар)
- Ряшів — Перемишль-Головний — Медика (3 пари з узгодженою пересадкою в Перемишлі)
- Тарнів — Ряшів-Головний — Перемишль-Головний
- Ряшів-Головний — Ярослав — Горинець.

Далеке: без пересадок можна добратися у Вроцлав, Варшаву, Познань, Щецин, Гданськ, Краків тощо. Усі швидкі поїзди в Ярославі обов'язково зупиняються.
Міжнародне:
- Через станцію курсує нічний пасажирський поїзд «Львівський експрес» Вроцлав-Львів.
- Є можливість доїхати на приміському поїзді до Перемишля, де пересісти на швидкісний електропоїзд Інтерсіті+ за маршрутом Перемишль — Львів —Київ. Таким чином проїзд з Ярослава до Києва обійдеться у 450 грн. та 8 годин (станом на січень 2017 року).[1]

## Галерея

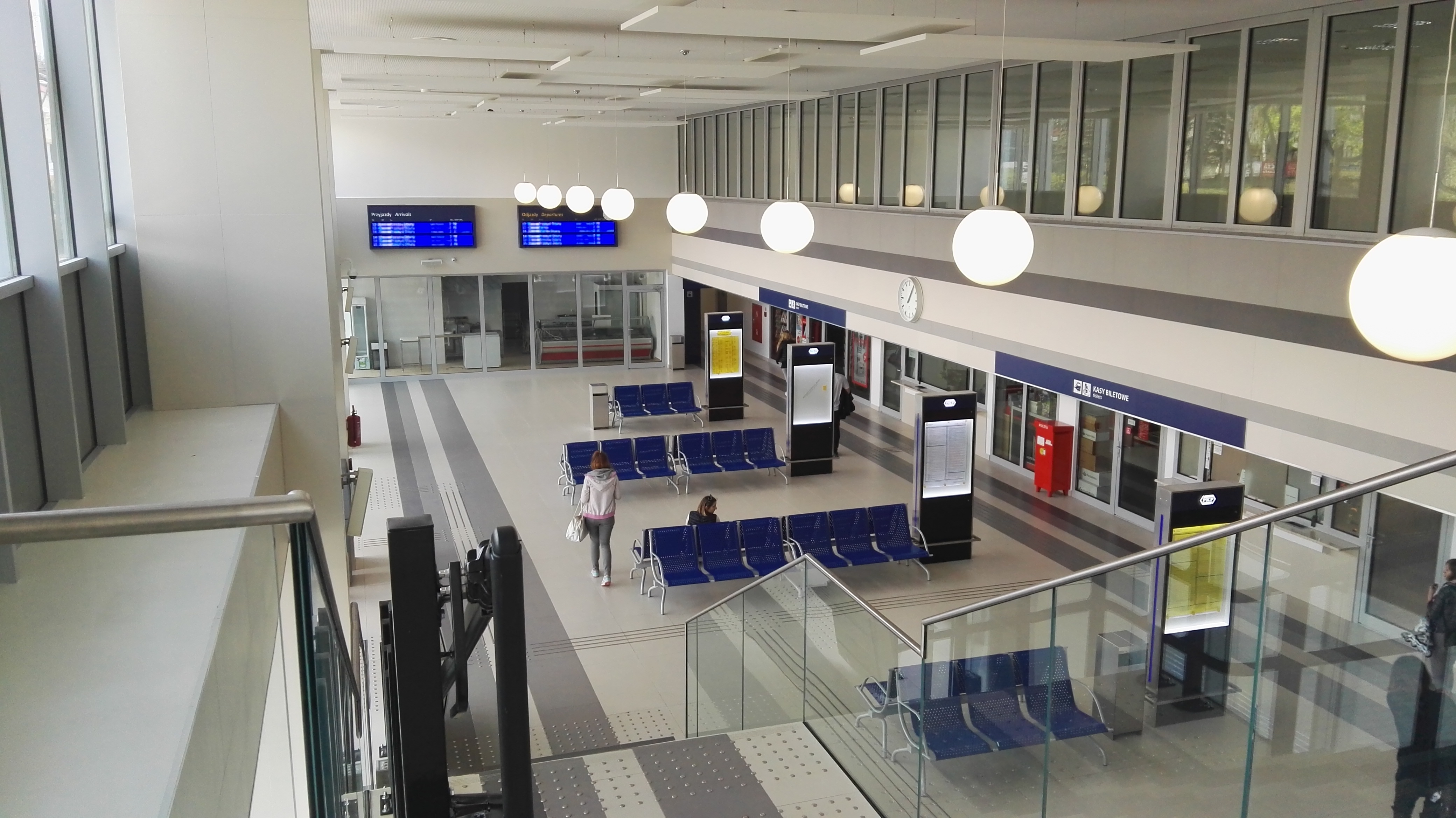
Вокзал
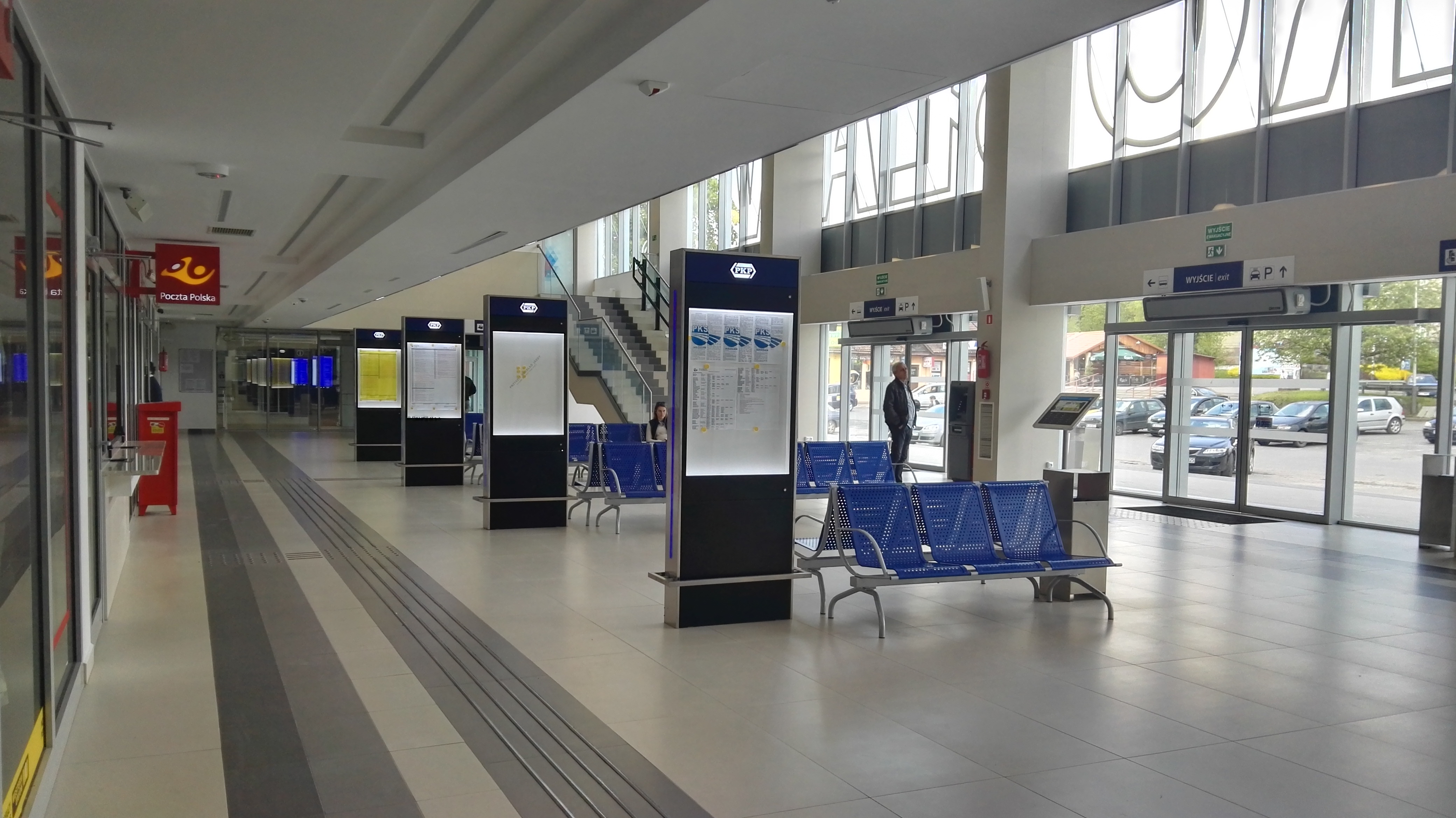
Вихід до міста
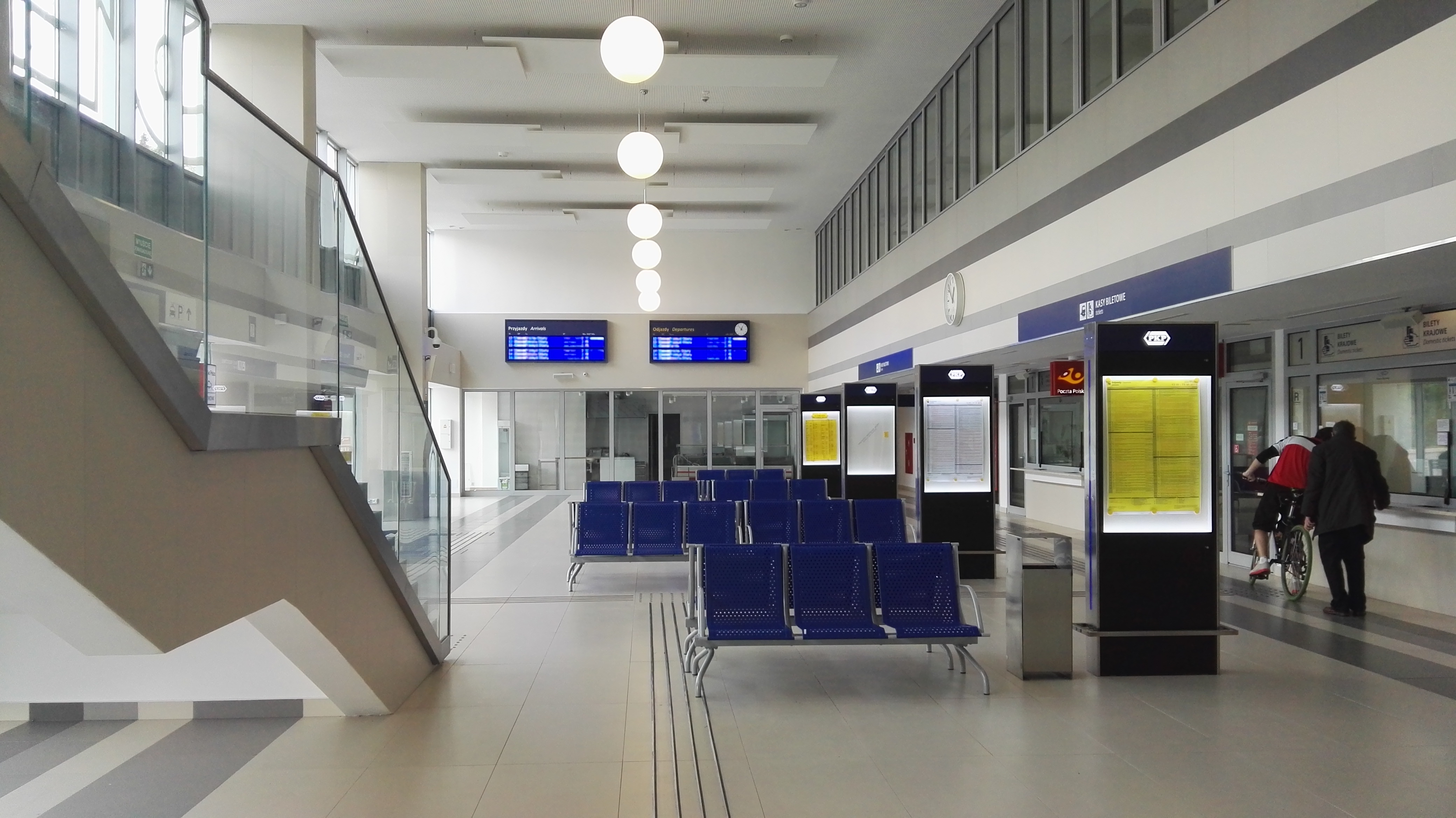
Інтер'єр вокзалу
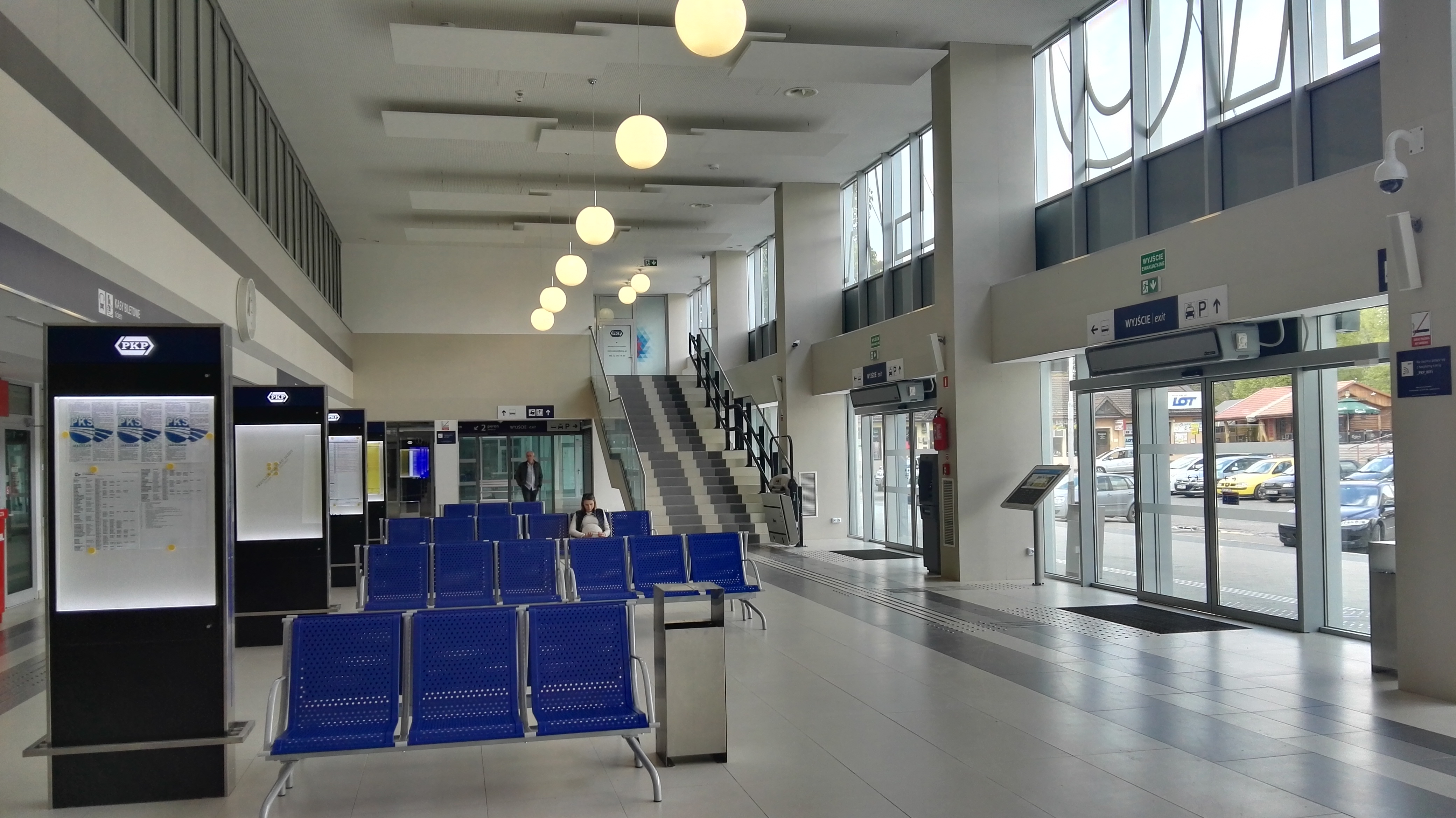
Інтер'єр вокзалу
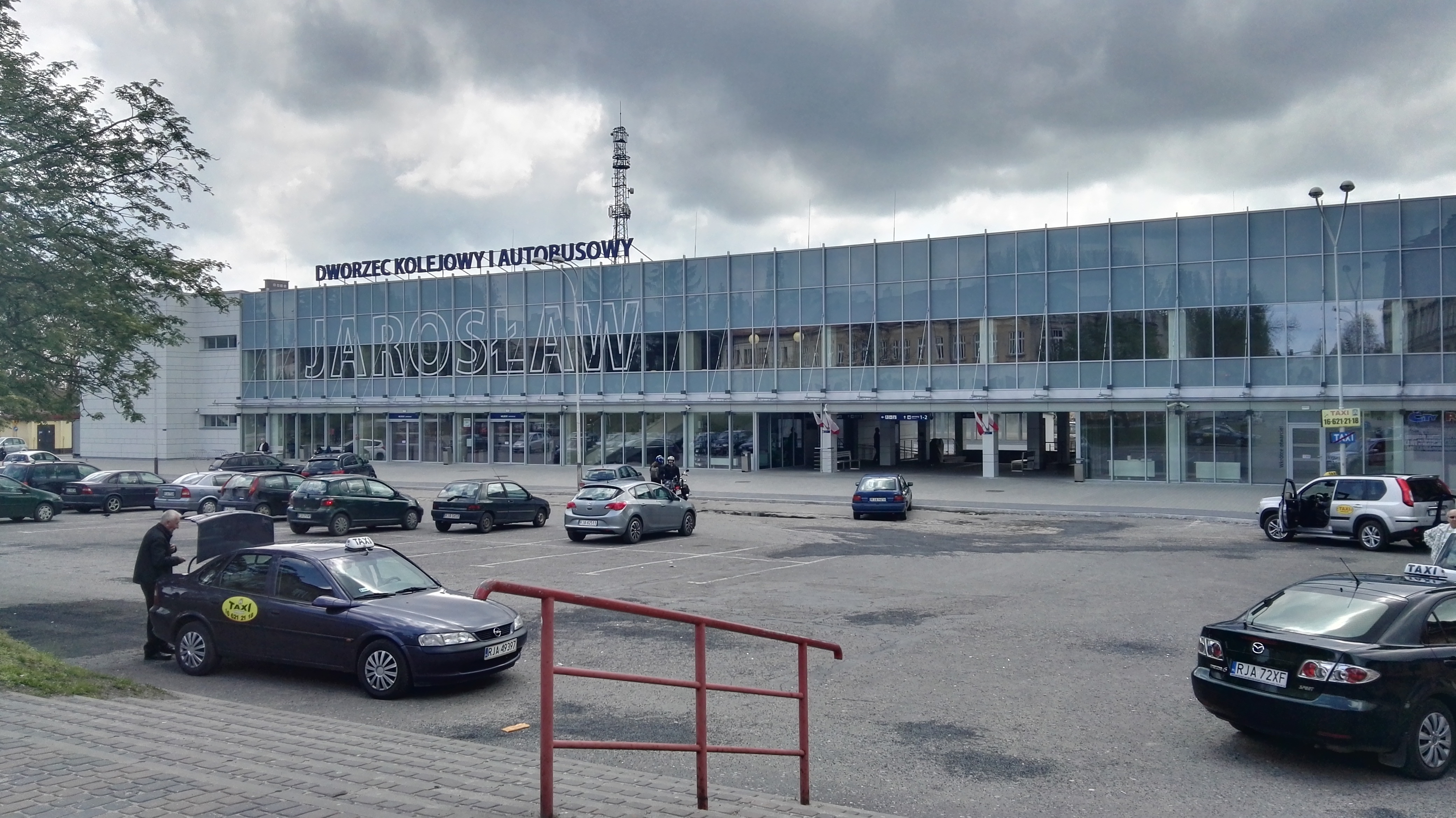
Вигляд з міста
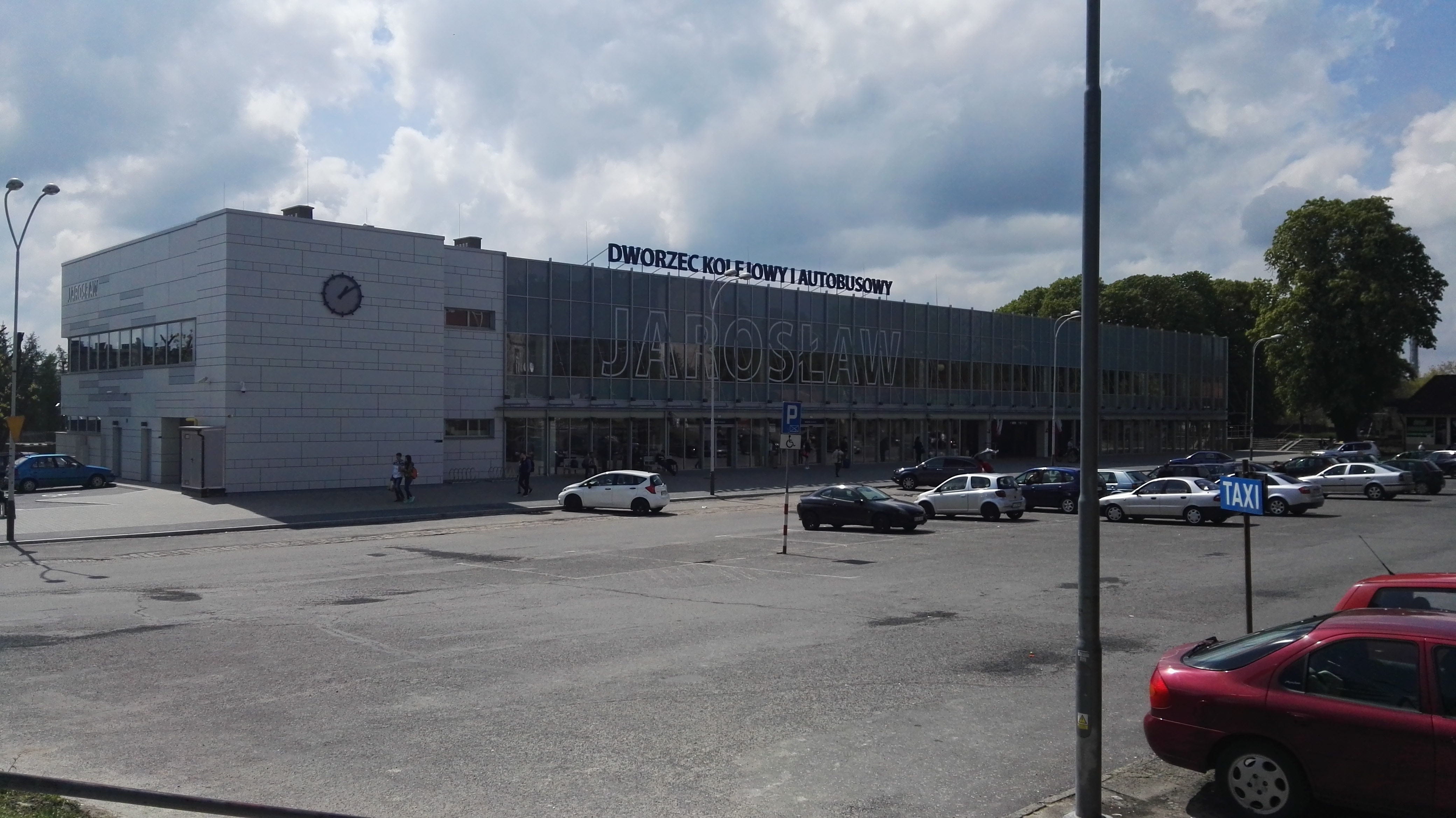
Вигляд з міста